# بتی برانسون
بتی برانسون (انگلیسی: Betty Bronson؛ ۱۷ نوامبر ۱۹۰۶ – ۱۹ اکتبر ۱۹۷۱) یک هنرپیشه اهل ایالات متحده آمریکا بود.